# 波尔多区
波尔多区（法語：Arrondissement de Bordeaux）是法国吉伦特省所辖的一个区。总面积1522平方公里，总人口961709，人口密度632人/平方公里（2017年）。主要城镇为波尔多。

## 辖区
波尔多区辖有82个市镇。